# Ляхово (Добрицька область)
Ля́хово (болг. Ляхово) — село в Добрицькій області Болгарії. Входить до складу общини Балчик.

## Населення
За даними перепису населення 2011 року у селі проживали 400 осіб.
Національний склад населення села:
| Національність   | Кількість осіб | Відсоток |
| ---------------- | -------------- | -------- |
| турки            | 387            | 97,7%    |
| болгари          | 9              | 2,3%     |
| цигани           | 0              | 0%       |
| інша             | 0              | 0%       |
| не визначились   | 0              | 0%       |
| Всього відповіли | 396            |          |

Розподіл населення за віком у 2011 році:
Динаміка населення: